# Traar
Traar – dzielnica miasta Krefeld w Niemczech, w kraju związkowym Nadrenia Północna-Westfalia, w rejencji Düsseldorf.

## Populacja

### Demografia
Według spisu ludności z 2023 roku w dzielnicy Traar mieszkało 4628 mieszkańców, z czego 2207 to mężczyźni, a 2421 to kobiety. 4437 mieszkańców dzielnicy ma pochodzenie niemieckie, a 191 pochodzenie zagraniczne.